# Ричард О'Конър
Генерал сър Ричард Нъгент О'Конър (на английски: Richard Nugent O'Connor, 21 август 1889 – 17 юни 1981) е британски генерал, адютант, награден с Орден на магарешкия бодил, Орден на банята, Орден за заслуги, Военен кръст.
Той е командващ Западната пустинна част в първите години на Втората световна война. Полеви командир е на операция Компас, при която унищожават по-голямата италианска армия. Това принуждава Адолф Хитлер да изпрати Германския африкански корпус, командван от Ервин Ромел.
На 6 април 1940 г. О'Конър е пленен от германски разузнавателен патрул и прекарва близо две години в италиански лагер за военнопленници. Успява да избяга през декември 1943 г. През 1944 г. командва 8-и корпус в Нормандия и по време на операция Маркет-Гардън. През 1945 г. е главнокомандващ на източното командване в Индия, а в края на британското управление там оглавява северното командване. Преди да се пенсионира от армията, е адютант-генерал в Лондон, служи като личен адютант (на френски: Aide-de-camp) на Джордж VI, оглавява администрацията, личния състав и организацията на британската армия.
За службата му през войната О'Конър е награден с най-високото рицарско звание в 2 различни ордена. Награден е двукратно с Орден за заслуги, Военен кръст, френските Военен кръст и Легион на честта. Споменат e 9 пъти в официални комюникета през Първата световна война, веднъж за действията му в Палестина през 1939 г. и 3 пъти през Втората световна война.

## Ранен живот. Първа световна война
О'Конър е роден на 21 август 1889 г. в Сринагар, Кашмир, Индия. Посещава Касъл в Тънбридж през 1899 г. и училище Тауър в Кроуторн през 1902 г. През 1903 г. след смъртта на баща си (нещастен случай), е прехвърлен в училище Уелингтън в Съмърсет. През 1908 г. се обучава в Кралската военна академия Сандхърст. През октомври следващата година е зачислен към 2-ри батальон от Cameronians. Поддържа връзки с тази част до края на живота си. През януари 1910 г. батальонът е разположен в Колчестър, където преминава свързочно и стрелково обучение. След това е изпратен в Малта, където служи между 1911 и 1912 г. като полкови свързочен офицер (на английски: Regimental Signals Officer).
През Първата световна война О'Конър служи като свързочен офицер на 22-ра бригада в британската 7-а пехотна дивизия, като капитан и командир на свързочната рота на 7-а дивизия и почетен бригаден-майор на 91-ва бригада от 7-а дивизия. Награден е с Военен кръст през февруари 1915 г. През март същата година участва в битката при Арас и битката при Бюлкур. Награден е с Орден за отлична служба и назначен за почетен полковник-лейтенант на 1-ви пехотен батальон от почетната артилерийска рота, част от 7-а дивизия, през юни 1917 г. През ноември, на дивизията е наредено да подкрепи италианците срещу австро-унгарските части при река Пияве, която впоследствие формира част италианския фронт. В края на октомври 1918 г. 2-ри батальон овладява остров Grave di Papadopoli на река Пияве, за което О'Конър получава италианския сребърен Медал на честта и лента към своят орден за отлична служба.
В края на войната О'Конър е върнат до предишния си ранг – капитан.

## Период между войните
О'Конър учи в колежа за щабни офицери в Кембърли през 1920 г. От 1921 до 1924 г. е бригаден майор в експерименталната бригада (или 5-а бригада) под командването на Джон Фулер, която е формирана, за да се изследват методите и процедурите за координирано използване на танкове и самолети в комбинация с пехота и артилерия.
В периода 1924 – 1925 г. служи като адютант в старата си част Cameronians. От 1925 до 1927 г. служи като ротен командир в Сандхърст. Завръща се в колежа за щабни офицери в Кембърли като инструктор, между 1927 – 1929 г. През 1930 г. О'Конър отново служи с 1-ви батальон от The Cameronians в Египет, а от 1931 до 1932 г. в Лукнов, Индия. От 1932 до 1934 г. служи като главен щабен офицер, втори клас във Военното министерство. През 1935 г. се обучава в Имперския колеж по отбраната (Imperial Defence College) в Лондон. През октомври О'Конър е повишен до бригаден-генерал и поема командването на бригада Peshawar в северозападна Индия. През септември 1938 г. е повишен до генерал-майор и назначен за командир на британската 7-а дивизия в Палестина, както и за военен губернатор на Йерусалим.
През август 1939 г., 7-а дивизия е прехвърлен в крепостта в Мерса Матрух, Египет, където е натоварен със защитата на района срещу потенциалната атака на италианската 10-а армия намираща се в Либия.

## Италианска офанзива. Операция Компас
На 10 юни 1940 г. Италия обявява война на Англия и Франция. Скоро след това О'Конър е назначен за командир на Западната пустинна част. От генерал Мейтланд Уилсън получава задачата да защитава Египет и Суецкия канал.
На 13 септември Грациани атакува и дивизиите под негово командване навлизат 60 мили в Египет, до град Сиди Барани, където се окопават в очакване на продоволствия. О'Конър започва подготовка за контраатака. Той разполага с британската 7-а бронетанкова дивизия и индийската 4-та пехотна дивизия, както и с 2 бригади. Общият брой на войниците под негово командване е 36 000. Италианците разполагат с близо пет пъти повече пехота, повече танкове, артилерия и самолети. Докато тече подготовката малки формирования от 7-а бронетанкова дивизия и новосформираната широкообхватна (дългобойна) пустинна група започва серия малки атаки срещу различни италиански формирования (това слага началото на Специалната авиационна служба). Кралският военноморски флот и Кралските военновъздушни сили обстрелват противниковите укрепления, летища и тилови райони.
Контраатаката, операция Компас, започва на 8 декември 1940 г. Сравнително малката формация на О'Конър, състояща се от 31 000 войници, 275 танка и 120 артилерийски оръдия, поддържана от авиацията и военноморските сили, осъществява пробив през пролука в защитната линия между пустинята и брега. Един след друг са превзети няколко укрепени лагера. Италианските оръдия се оказват неефективни срещу пехотния танк Матилда. До средата на декември италианците са изтласкани от Египет, пленени са около 38 000 войници и голям брой екипировка и оборудване.
Британската формация спира за кратко настъплението преди да продължи към Либия, срещу останалата част на дезорганизираната армия на Грациани. В този момент главнокомандващия в близкия изток генерал Арчибалд Уейвъл нарежда индийската 4-та дивизия да бъде прехвърлена, за да води авангарда на нападението срещу италианската източна Африка. Тя е заменена с неопитната австралийска 6-а дивизия, която е неопитна и необучена за бой в пустинни условия. Въпреки това настъплението продължава и до края на декември австралийците обсаждат и превземат Бардия, където са взети около 40000 военнопленници и 400 оръдия.
В началото на януари 1941 г. Западната пустинна част е преименувана на 13-и корпус. На 9 януари офанзивата продължава. На 12 януари е обкръжен Тобрук, който пада на 22 януари. Пленени са 27 000 войници заедно амуниции, продоволствия и оръжия. След като е превзет Тобрук 13-и корпус, до този момент командван от Уейвъл, преминава под директното командване на О'Конър. На 26 януари оцелелите италиански дивизии в Източна Либия започват отстъпление в посока северозапад по крайбрежната линия. О'Конър изпраща бронетанковите си части на югозапад през пустинята, докато пехотните преследват отстъпващите италианци. Леко бронираните авангардна част от 4-та бронетанкова бригада достигат Беда Фом преди италианците, блокират основния крайбрежен път и отрязват пътя за отстъпление. 2 дни по-късно след редица неуспешни опити да пробият блокадата, преследвани от основните британски пехотни части, деморализираните и изтощени италианци се предават. О'Конър и Дорман-Смит изпращат съобщение на Уейвъл: Fox killed in the open....
В рамките на 2 месеца 13-и корпус (Западната пустинна част) напредва 800 мили, унищожава италианска армия от 10 дивизии, взема 130 000 военнопленници, 400 танка и 1292 оръдия с цената на 500 убити и 1373 ранени. Като признание О'Конър е ръкоположен за рицар-командир на Ордена на банята, първият с 2 рицарски звания.

## Обрат и пленяване
В статегически аспект операция Компас не е завършена, италианците все още контролират голяма част от Либия и разполагат с войски, а наличието на сили на Оста в Африка представлява потенциална заплаха за Египет и Суецкия канал. О'Конър се опитва да убеди Уейвъл да му позволи да атакува към Триполи, за да довърши започнатото. Уейвъл и генерал-лейтенант сър Хенри Мейтланд Уилсън (вече военен губернатор на Киренайка) се съгласяват и 13-и корпус продължава настъплението. Когато достигат Ел Агейла, Уинстън Чърчил нарежда да спрат – Германия напада Гърция и на Уейвъл е наредено да изпрати натам всички налични части колкото се може по бързо. Прехвърлени са австралийската 6-а дивизия, част от 7-а бронетанкова дивизия, голяма част от припасите и въздушната поддръжка за тази както се оказва обречена операция. 13-и корпус е силно намален, а О'Конър е назначен за командир британските войски в Египет.
През февруари 1941 г. Хитлер изпраща генерал Ервин Ромел и Германския африкански корпус да подкрепят италианците в Либия. Уейвъл и О'Конър се изправят срещу противник, чиито действия впоследствие му спечелват прозвището Пустинната лисица. На 31 март Ромел стартира първата си офанзива. Неопитната британска 2-ра бронетанкова дивизия е разбита и на 2 април Уейвъл започва дискусия на проблемите с генерал-лейтенант сър Филим Ним (командир на британските и колониалните войски в Киренайка). О'Конър е повикан и пристига от Кайро на следващия ден, но отказва да поеме командването от Ним, тъй като не познава обстановката на бойните действия, а остава само като съветник.
На 6 април О'Конър и Ним са пленени от германски патрул близо до Мартуба, докато се придвижват към щаба си, който е преместен от Марауа към Тмими.

## В плен и бягство
О'Конър прекарва следващите две и половина години като военнопленник, основно в Castello di Vincigliata близо до Флоренция, Италия. Там той и Ним са в компанията на генерал-майор сър Адриан Картон де Уайет (Adrian Carton de Wiart) и вицемаршал от ВВС Оуен Тудор Бойд (Owen Tudor Boyd). Въпреки че условията, в които се намират не са неприятни, офицерите скоро започват да планират бягство. Първият им опит да се изкачат по стените на замъка е неуспешен и прекарват един месец карцер. Вторият опит е през тунел, изкопан между октомври 1942 и март 1943 г. Опитът е с частичен успех, 2 новозеландски бригадни генерали, Джеймс Харгест и Реджиналд Майлс, достигат Швейцария. О'Конър и де Уайет, придвижващи се пеша, са пленени след седмица край Болоня в долината на река По. Наказани са отново с по месец карцер.
Едва след италианската капитулация през септември 1943 г. е извършен третият – успешен, опит за бягство. С помощта на италианската съпротива Бойд, О'Конър и Ним успяват да избягат докато са прехвръляни към Vincigliati. След неуспешна среща с подводница, те достигат с лодка до Термоли, след което отиват в Бари, където са посрещнати като гости от генерал Харолд Алекзандър на 21 декември 1943 г. След завръщането си в Англия, О'Конър е официално награден с рицарството, което получава през 1941 г. и е повишен до генерал-лейтенант. Монтгомъри предлага О'Конър да бъде негов наследник като командир на британската 8-а армия, но вместо това поста е поверен на Оливър Лийз (Oliver Leese), а той получава командването на корпус.

## 8-и корпус. Нормандия
На 21 януари 1944 г. О'Конър става командир на британския 8-и корпус. Той се състои от гвардейска бронетанкова дивизия, 11-а бронетанкова дивизия, 15-а (шотландска) пехотна дивизия с 6-а гвардейска танкова бригада 8-а група от кралската артилерия и 2-ри кралски гвардейски кавалерийски полк.
На 11 юни 1944 г. О'Конър е челните елементи на 8-и корпус пристигат в Нормандия в района на Кан. Първата задача на О'Конър (с 43-та (Уесекс) пехотна дивизия) е операция Епсом, пробив от предмостието установено от 3-та канадска пехотна дивизия, пресичане на реките Одон и Орне, овладяване на възвишенията североизточно от Bretteville-sur-Laize и отрязване на Кан от юг. Пробивът и преминаването на реките са постигнати бързо. Командващият офицер и приятел от службата в Палестина, Монтгомъри, поздравява О'Конър и корпусът под негово командване за успеха. За разлика от първите цели на плана обграждането на Кан се оказва значително по-тръдно. 8-и корпус е изтласкан обратно до река Орне. О'Конър се опитва да овладее отново платцдарм по време на операция Юпитер, но успехът е минимален. Въпреки че операцията не постигат тактическите си цели, Монтгомъри е доволен от стратегическите ползи – ангажиране на германските бронетанкови резерви в областта на Кан.
На 12 юли корпусът е изтеглен и служи за резерв. Следващата голяма офанзива, в която участва 8-и корпус е операция Гудуд. По време на нея корпусът е лишен от пехотните си дивизии, но му е прикачена трета бронетанкова дивизия – 7-а бронетанкова дивизия. Атаката започва на 18 юли с масивна бомбардировка от страна на 9-и военновъздушен флот (Ninth Air Force) и завършва на 20 юли с насочена в три направления атака. Целите са овладяване на Bras и Hubert-Folie вдясно, Fontenay вляво и Bourguébus Ridge в центъра. Силни дъждове превръщат бойното поле в тресавище, основните цели не са постигнати, от които височините при Bourguebus са ключови за пробива.
След това корпусът с прикачена в допълнение 3-та пехотна дивизия е прехвърлен на югозапад от Кан, за да вземе участие в операция Блукоут. 15-а (шотландска) дивизия атакува към Vire на изток и Bois du Homme на запад, като целта е да се улесни американското настъпление по време на операция Кобра.
Съюзниците започват подготовка за изтласкването на германците от Франция. О'Конър научава, че 8-и корпус няма да вземе участие в тази фаза на кампанията. 8-и корпус е разположен в резерв, заменен е от 12-и корпус командван от генерал-лейтенант Neil Ritchie. В средата на август 11-а бронетанкова дивизия е прехвърлена към 30-и корпус, а 15-а (шотландска) дивизия към 12-и корпус.

## Операция Маркет-Гардън, Индия
О'Конър е командир на 8-и корпус по времето на Операция Маркет-Гардън и е натоварен с поддръжката на 30-и корпус, командван от
Брайън Хорокс. Навлизайки във Верт в края на септември, 8-и корпус се подготвя и участва в операция Aintree, настъплението в посока Венрей и Венло започнало на 12 октомври.
На 27 ноември е свален от своя пост и е изпратен да замени генерал-лейтенант Mosley Mayne, като главнокомандващ на източното командване в Индия. Според някои източници Монтгомъри обосновава преместването с: не е достатъчно безжалостен със своите американски подчинени, докато друг автор посочва, че инициативата за това е на началника на имперския генерален щаб фелдмаршал Алан Брук, но Монтгомъри не прави нищо за да го задържи. Това отбелязва края на дълга и изтъкната бойна кариера, въпреки че новото назначение също е важно – контролиране на комуникационните линии на 14-а армия.
През ноември 1945 г. О'Конър е повишен до пълен генерал и назначен за главнокомандващ на северното командване в Индия. От 1946 до 1947 г. е генерал-адютант на войските и генерал-адютант на краля. Прекарва голяма част от времето посещавайки британските части разположени в Индия и Далечния изток. През септември 1947 г. подава оставка, която е приета. Монтгомъри, в този момент началника на имперския генерален щаб, смята че трябва да бъде уволнен, тъй като не е неподходящ за заеманата длъжност. Скоро след това получава Големия рицарски кръст на ордена на банята..

## Личен живот
О'Конър се пенсионира през 1948 г. на 58-годишна възраст. Запазва връзките си с армията и поема други задължения. В периода 1948 – 1959 г. е комендант на Army Cadet Force в Шотландия. Полковник от Cameronians в периода 1951 – 1954 г., лорд лейтенант от Рос и Кромарти, специален пълномощник на общото събрание на шотландската църква през 1964 г. Първата му жена Джийн умира през 1959 г. Жени се през 1963 г. повторно за Дороти Ръсел. През юли 1971 г. е награден с Ордена на магарешкия бодил. Умира в Лондон на 17 юни 1981 г..